# Guerras búlgaro-húngaras
Las guerras búlgaro-húngaras fueron una serie de conflictos que tuvieron lugar entre el Imperio búlgaro y el Reino de Hungría entre los siglos IX y XIV. Las áreas del conflicto abarcaban desde el norte y oeste de los Balcanes, más específicamente el noroeste de la moderna Serbia, Rumanía y el norte de Bulgaria.
Durante los primeros enfrentamientos a finales del siglo IX los húngaros se vieron obligados a emigrar hacia el oeste. Durante la conquista húngara en el siglo X los magiares invadieron los ducados búlgaros de lo que hoy es Transilvania y eliminaron el dominio búlgaro en la parte oriental de la llanura de Panonia. Sus incursiones de saqueo contra Bulgaria continuaron hasta el final del siglo cuando se concluyó la paz. Ambos países mantuvieron relaciones amistosas hasta 1003, cuando estalló otra guerra.
Después del restablecimiento del Imperio búlgaro en 1185 ambos estados lucharon en numerosos conflictos por el control de las provincias de Belgrado, Braničevo, Vidin y Severin Banat.